# Saharsa
Saharsa (en hindi: सहरसा ) es una ciudad de la India, centro administrativo del distrito de Saharsa, en el estado de Bihar.

## Geografía
Se encuentra a una altitud de 48 m s. n. m. a 250 km de la capital estatal, Patna, en la zona horaria UTC +5:30.

## Demografía
Según estimación 2011 contaba con una población de 180 016 habitantes.